# Dublin Południowy
Dublin Południowy (irl. Contae Átha Cliath Theas) – jednostka administracyjna w Irlandii, wchodząca w skład tradycyjnego hrabstwa Dublin. Powstanie hrabstwa zostało zainicjowane w 1993 roku, a formalnie przyznano mu ów status w roku 2001 w Local Government Act.

## Historia
Dublin Południowy jest najmłodszym hrabstwem Irlandii, powstałym w wyniku projektowania nowej autostrady M50. Jest także ostatnim hrabstwem, które zmieniło nazwę. Pierwotną i tradycyjna nazwą tego obszaru było Belgard (irl. An Bealach Ard). Nazwa Belgard jest nazwą historyczną, odnoszącą się do strefy wpływów angielskiej jurysdykcji z początków XV wieku. Belgard było jedną z części składowych „prowincji” The Pale (irl. An Pháil).

## Geografia
Hrabstwo Dublin Południowy zajmuje obszar 222,74 km² i położone jest ok. 15 km na południowy zachód od centrum miasta. Otoczone jest przez góry Wicklow od południa, rozciągając się od Lucan przez Palmerstown, Clondalkin na południe do Newcastle, Rathcoole i Saggart, włączając w to zachodnią, południową i środkową część Tallaght i dalej poprzez Templeogue i Rathfarnham. Hrabstwo graniczy z hrabstwami: Kildare, Wicklow, Fingal i Dún Laoghaire-Rathdown oraz z miastem Dublin. Tallaght znajduje się w granicach hrabstwa.

## Symbole
W dewizie herbu hrabstwa znajduje się sentencja Ag Seo Ár gCúram / This We Hold In Trust w języku irlandzkim i angielskim.

## Miasta partnerskie
- Katowice, Polska[2]